# Rugby Premier League 2010 (Namibia)
Die Saison 2010 der namibischen Rugby Premier League fand zwischen dem 17. April und 18. September 2010 statt. 
Die Wanderers aus Windhoek gewannen das Finale gegen den Rehoboth Rugby Club, bei den Damen gewannen die Reho Pandas aus Rehoboth.

## Modus
Es treten acht Mannschaften in einer Hin- und Rückrunde gegeneinander an. Die besten vier Mannschaften qualifizieren sich für das Halbfinale, deren Sieger in einem Finalspiel in Windhoek um die namibische Meisterschaft spielen. 
Es gilt das WM-System.

## Tabellenspiele

### Abschlusstabelle
Stand nach dem 14. Spieltag am 22. August 2010; Angaben in kursiv entsprechen nicht dem aktuellen Stand.
|    | Verein          | R  | S  | U | N  | SP      | SP+- | V+ | V- | B  | TP |
| -- | --------------- | -- | -- | - | -- | ------- | ---- | -- | -- | -- | -- |
| 1. | Wanderers       | 14 | 11 | 0 | 3  | 63:44   | +19  | 7  | 5  | 10 | 54 |
| 2. | Reho Falcon     | 14 | 9  | 0 | 5  | 66:49   | +17  | 7  | 8  | 14 | 50 |
| 3. | Rehoboth        | 14 | 8  | 0 | 6  | 386:339 | +47  | 8  | 14 | 11 | 43 |
| 4. | Western Suburbs | 14 | 7  | 1 | 6  | 65:69   | -4   | 9  | 12 | 8  | 37 |
| 5. | Mariental       | 14 | 6  | 0 | 8  | 94:58   | +36  | 13 | 11 | 12 | 36 |
| 6. | United          | 14 | 6  | 0 | 8  | 63:75   | -12  | 11 | 13 | 12 | 36 |
| 7. | Kudu            | 14 | 5  | 1 | 8  | 36:67   | -31  | 6  | 12 | 11 | 31 |
| 8. | UNAM            | 14 | 3  | 0 | 11 | 75:81   | -6   | 12 | 15 | 6  | 18 |

Quelle: Namibia Sport Magazine - Namibia Rugby Premier League
|  | Qualifiziert für Halbfinale |

### Spieltage
| - 1. Spieltag (17. April 2010): - Rehoboth 15-30 Reho Falcon - Western Suburbs 12-28 UNAM - Mariental (Aufsteiger) 30-7 Kudu - Wanderers 23-17 United - 2. Spieltag (25. April 2010): - United 24-26 Western Suburbs - Rehoboth 17-18 Wanderers - Kudu 12-10 Reho Falcon - UNAM 37-47 Mariental - 3. Spieltag (8. Mai 2010): - United 22-26 Reho Falcon - Western Suburbs 27-17 Kudu - Wanderers 22-10 UNAM - Rehoboth 24-17 Mariental - 4. Spieltag (29. Mai 2010): - United 50-17 UNAM - Wanderers 10-34 Western Suburbs - Mariental 22-15 Reho Falcon - Rehoboth 36-17 Kudu - 5. Spieltag (9. Juni 2010): - UNAM 28-26 Reho Falcon - Rehoboth 21-17 United - Kudu 31-38 Wanderers - Western Suburbs 29-12 Mariental (nachgeholt am 28. August 2010) | - 6. Spieltag (12. Juni 2010): - Reho Falcon 50-7 Wanderers - UNAM 30-27 Kudu - Western Suburbs 20-27 Rehoboth - United 25-18 Mariental - 7. Spieltag (19. Juni 2010): - Reho Falcon 25-32 Western Suburbs - Kudu 13-11 United - Mariental 14-16 Wanderers - Rehoboth 48-39 UNAM - 8. Spieltag (26. Juni 2010): - Reho Falcon 22-7 Rehoboth - United 20-12 Wanderers - UNAM 17-35 Western Suburbs - Kudu 45-17 Mariental - 9. Spieltag (11. Juli 2010): - Western Suburbs 20-44 United - Kudu 33-43 Reho Falcon - Wanderers 48-17 Rehoboth - Mariental 34-17 UNAM - 10. Spieltag (17. Juli 2010): - Kudu 29-29 Western Suburbs - Reho Falcon 28-19 United - Mariental 42-40 Rehoboth - UNAM 31-73 Wanderers | - 11. Spieltag (24. Juli 2010): - Western Suburbs 37-39 Wanderers - Mariental 29-30 Reho Falcon - Kudu 30-12 Rehoboth - UNAM 31-39 United - 12. Spieltag (31. Juli 2010): - Western Suburbs 29-26 Mariental - Reho Falcon 55-21 UNAM - Wanderers 78-25 Kudu - United 23-36 Rehoboth - 13. Spieltag (7. August 2010): - Wanderers 26-15 Reho Falcon - Rehoboth 39-16 Suburbs - Kudu 27-22 UNAM - Mariental - United (United nicht angetreten) - 14. Spieltag (14. und 21. August 2010): - Reho Falcon 43-26 Western Suburbs - Wanderers 64-25 Mariental - Rehoboth 47-0 UNAM - United - Kudu (Kudu nicht angetreten) |

## Finalrunde

### Halbfinals

#### Herren
| 11. September 2010 | Hage-Geingob-Stadion, Windhoek | Reho Falcon | – | Rehoboth        | 25:28 |
| 11. September 2010 | Hage-Geingob-Stadion, Windhoek | Wanderers   | – | Western Suburbs | 33:18 |

#### Damen
| 11. September 2010 | Hage-Geingob-Stadion, Windhoek | Western Suburbs | – | Kudu   | 39:6 |
| 11. September 2010 | Hage-Geingob-Stadion, Windhoek | Reho Pandas     | – | Amazon | 36:0 |

### Finals

#### Damen
|  | Hage-Geingob-Stadion, Windhoek | Western Suburbs | – | Reho Pandas | 10:19 |

#### Herren
|  | Hage-Geingob-Stadion, Windhoek | Rehoboth | – | Wanderers | 22:35 |